# NGC 12

NGC 12

إن جي سي 12 أو NGC 12 في الفهرس العام الجديد هي مجرة حلزونية خافتة تقع في إتجاة كوكبة الحوت على بعد يقدر بحوالي 185 مليون سنة ضوئية 58 مليون فرسخ فلكي.تم اكتشافها في 6 ديسمبر 1790 من قبل عالم الفلك الألماني البريطاني فريدريش ويليام هيرشيل.